# Острий (крепость)
Острий — древняя крепость, а в настоящее время — урочище. Либо в самой крепости, либо рядом с ней находится городище Острий (городище «Чернецово»), памятник культуры федерального значения.

## История
Крепость находилась на территории нынешнего Новосокольнического района Псковской области на левом берегу реки Великой, в 1.2 км к северо-западу от д. Чернецово. Впервые упоминается в летописном списке «А се имена градом всем русскым, далним и ближним» (1375 по 1381 годы по датировке В. Л. Янина). Под именем «Острее» он упомянут в числе литовских городов и это древнейшее из упомянутых поселений на территории Новосокольнического района.
Крепость (183 х 60 м) находилась на холме, с трёх сторон окружена рекой Великой, с четвёртой стороны был прорыт ров. Во время постройки крепости вершина холма была выровнена, откосы сделаны более крутыми, а по краю образовавшейся площадки насыпан земляной вал (сохранились остатки). Основание вала выкладывалось из каменных блоков, кое-где усиливаясь камнями с глиняной промазкой. Увенчивала вал крепостная стена в виде стоячего тына из толстых бревен. В стене имелись бойницы и настил с внутренней стороны для передвижения ратников.
До сих пор неизвестно, кто построил крепость — литовцы или новгородцы. До 1503 года крепость принадлежала Литве, после чего перешла во владение Ивана III. В дальнейшем Острий стал центром обширной волости, являвшейся государевой вотчиной. Последний раз упоминается в мирных договорах Москвы с Польско-Литовским государством в 1578 году. После этих событий Острий потерял значение приграничной крепости.